# Megaesthesius sagedae
Megaesthesius sagedae is een krabbensoort uit de familie van de Chasmocarcinidae. De wetenschappelijke naam van de soort is voor het eerst geldig gepubliceerd in 1909 door Rathbun.